# Psittacanthus sulcatus
Psittacanthus sulcatus är en tvåhjärtbladig växtart som beskrevs av Kuijt. Psittacanthus sulcatus ingår i släktet Psittacanthus och familjen Loranthaceae. Inga underarter finns listade i Catalogue of Life.